# بوسيدا سبخي
بوسيدا سبخي (الاسم العلمي:Bucida palustris) هو نوع من النباتات يتبع جنس البوسيدا من الفصيلة القمبريطية.